# Синьчэн (Сиань)
Синьчэ́н (кит. упр. 新城, пиньинь Xīnchéng, буквально: «новый город») — район городского подчинения города субпровинциального значения Сиань провинции Шэньси (КНР).

## История
В 1370 году основатель империи Мин Чжу Юаньчжан дал своему второму сыну Чжу Шуану титул «Циньского князя» (秦王). В связи с тем, что резиденция Чжу Шуана разместилась в этой части города, она получила название Ванчэн (王城, «город князя»). После того, как Китай был захвачен маньчжурами, в этой части города стал квартироваться маньчжурский гарнизон, поэтому при империи Цин она носила название Маньчэн (满城, «маньчжурский город»). Когда в 1926 году здесь разместил свою ставку генерал Фэн Юйсян, то Маньчэн был переименован в Хунчэн (红城, «красный город»). В 1927 году сюда от ворот Бэйгуаньмэнь перебрались власти провинции Шэньси, и Хунчэн был переименован в Синьчэн.
В 1944 году гоминьдановские власти сделали Сиань городом центрального подчинения, и он был разделён на 12 районов. Во время гражданской войны Сиань в мае 1949 года перешёл в руки коммунистов. В 1954 году в результате административно-территориального переустройства деления Сианя на районы изменилось, и вместо двенадцати их стало девять; из районов № 4, № 5 и части района № 10 был образован район Синьчэн. В 1960 году район Синьчэн был ликвидирован, часть его территории была присоединена к району Вэйян. В 1962 году район Синьчэн был восстановлен.

## Административное деление
Район делится на 9 уличных комитетов.